# Olszanica (dopływ Zadrnej)
Olszanica – potok, lewy dopływ Zadrnej o długości 3,09 km.
Potok wypływa na wysokości 535 m w dolinie pomiędzy wschodnim podnóżem Skowrończej i Długiej Góry, na północ od wsi Błażejów. Odwadnia wschodnie zbocze południowego grzbietu Gór Kruczych i południowo-zachodniej części Kotliny Krzeszowskiej. Od południowego zachodu opływa górę Rudną. Uchodzi do Zadrnej na wysokości 480 m pomiędzy Olszynami a Jawiszowem.